# 5426 Sharp
5426 Sharp este o planetă minoră (asteroid), cu un diametru de 2,033 km, din centura de asteroizi. A fost descoperită pe 16 februarie 1985 la Observatorul Palomar de Carolyn S. Shoemaker și a fost numită după Robert P. Sharp⁠(d). 
Obiectul prezintă o orbită caracterizată de o semiaxă mare de 1,9551681 UAi, o excentricitate de 0,12, o înclinație de 23,7954 ° în raport cu ecliptica.